# Луц Унґер
Луц Унґер (нім. Lutz Unger, 19 червня 1951) — німецький плавець.
Учасник Олімпійських Ігор 1972 року.